# Lincoln Park (Colorado)
Lincoln Park és una concentració de població designada pel cens dels Estats Units a l'estat de Colorado. Segons el cens del 2000 tenia 3.904 habitants.

## Demografia
Segons el cens del 2000, Lincoln Park tenia 3.904 habitants, 1.650 habitatges, i 1.138 famílies. La densitat de població era de 400,9 habitants per km².
Dels 1.650 habitatges en un 26,2% hi vivien nens de menys de 18 anys, en un 57,3% hi vivien parelles casades, en un 8,2% dones solteres, i en un 31% no eren unitats familiars. En el 27,3% dels habitatges hi vivien persones soles el 14,4% de les quals corresponia a persones de 65 anys o més que vivien soles. El nombre mitjà de persones vivint en cada habitatge era de 2,36 i el nombre mitjà de persones que vivien en cada família era de 2,84.
Per edats la població es repartia de la següent manera: un 23,1% tenia menys de 18 anys, un 5,3% entre 18 i 24, un 22,4% entre 25 i 44, un 26,9% de 45 a 60 i un 22,3% 65 anys o més.
L'edat mediana era de 44 anys. Per cada 100 dones de 18 o més anys hi havia 89,8 homes.
La renda mediana per habitatge era de 35.313 $ i la renda mediana per família de 45.353 $. Els homes tenien una renda mediana de 34.909 $ mentre que les dones 24.156 $. La renda per capita de la població era de 18.636 $. Entorn del 7,3% de les famílies i el 10,2% de la població estaven per davall del llindar de pobresa.

## Poblacions més properes
El següent diagrama mostra les poblacions més properes.